# Пиорија (Илиноис)
Пиорија (енгл. Peoria) град је у америчкој савезној држави Илиноис. По попису становништва из 2010. у њему је живело 115.007 становника.

## Демографија
Према попису становништва из 2010. у граду је живело 115.007 становника, што је 2.071 (1,8%) становника више него 2000. године.
|                   | 2010.            | 2000.            |
| Укупно            | 115 007 (100,0%) | 112 936 (100,0%) |
| Белци             | 69 454 (60,39%)  | 77 138 (68,30%)  |
| Афроамериканци    | 30 991 (26,95%)  | 27 992 (24,79%)  |
| Хиспаноамериканци | 5 628 (4,894%)   | 2 839 (2,514%)   |
| Азијати           | 5 240 (4,556%)   | 2 629 (2,328%)   |
| Остали            | 3 694 (3,212%)   | 2 338 (2,070%)   |

## Партнерски градови
- Клонмел
- Фридрихсхафен